# He Weifang
He Weifang (chinois simplifié : 贺卫方; pinyin : Hè Wèifāng), né en 1960 dans le district de Muping (province du Shandong), est un professeur à l'université de Pékin et un militant qui s'efforce de réformer le système judiciaire chinois.

## Biographie
Lorsqu'il était à l'université, il était l'un des étudiants de Jiang Ping.  Il a obtenu un BA à l'Université de science politique et droit et une maîtrise en droit. Il a été professeur agrégé à l'Université de Chine de sciences politiques et droit de 1985 à 1995, puis il est devenu professeur et directeur de thèses à l'université de Pékin. Depuis 2008, il a été le doyen de la Faculté de droit de Guanghua l'Université de Zhejiang.
He Weifang est un des 303 intellectuels chinois signataires de la charte 08.
Depuis 1992, il s'est efforcé de réformer le système judiciaire chinois. Il a écrit de nombreux articles sur l'importance de la modernisation du système judiciaire chinois, qui lui a valu le surnom de « Justice Il ».
En novembre 2010, He Weifang a été empêché de quitter le pays. Selon Mo Shaoping, avocat de Liu Xiaobo le premier prix Nobel de la paix chinois : « le gouvernement chinois veut absolument éviter que les amis de Liu Xiaobo soient présents à la cérémonie » de remise du prix Nobel de la paix.